# Escharella cryptooecium
Escharella cryptooecium är en mossdjursart som beskrevs av Souto, Fernández-Pulpeiro och Reverter-Gil 2007. Escharella cryptooecium ingår i släktet Escharella och familjen Romancheinidae. Inga underarter finns listade i Catalogue of Life.